# Leonardo Bazzaro

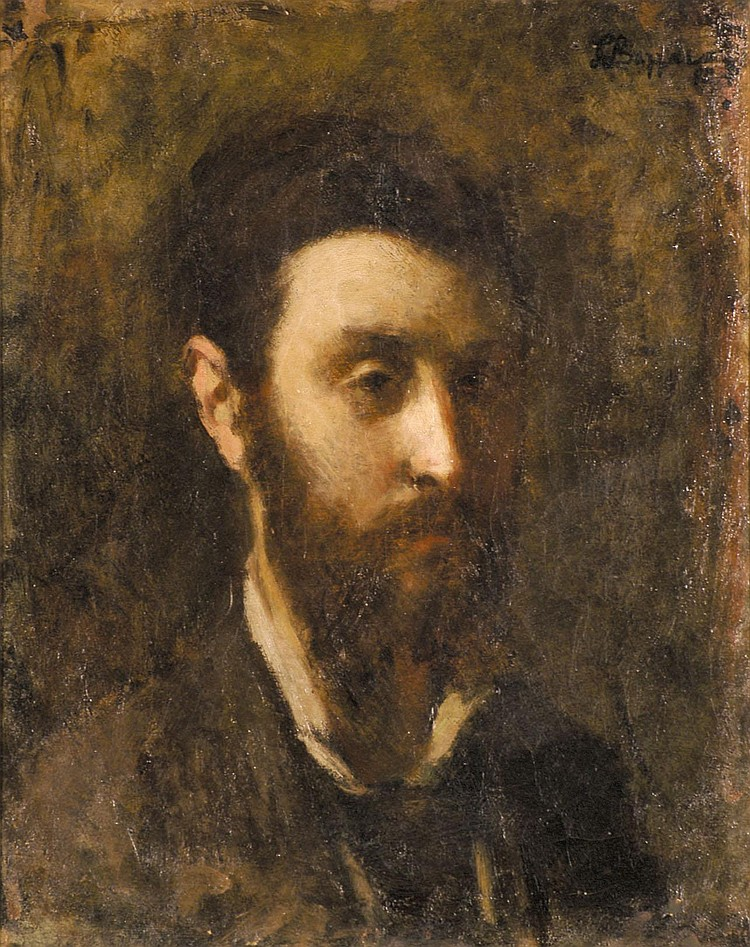
Leonardo Bazzaro, Selbstporträt (1888)

Leonardo Bazzaro (* 13. Dezember 1853 in Mailand; † 2. November 1937 ebenda oder in Miazzina) war ein italienischer Maler.

## Leben
Bazzaro studierte bei Gaetano Fasanotti und an der Accademia di Brera, wo auch sein jüngerer Bruder Ernesto ausgebildet wurde. Zu seinen Lehrern dort gehörte Giuseppe Bertini. Die ersten Bilder, mit denen er hervortrat, waren noch konventionell geprägt: Interno della Basilica di Sant’Ambrogio in Milano und Veduta interna della Chiesa di Sant’Alessandro in Milano. In den 1870er und 1880er Jahren fand er zu seinem eigenen naturalistischen Stil. Hauptmotive waren die Natur und das Landleben, etwa in Gignese. Daneben befasste er sich auch mit Hafenszenen, die er etwa in Chioggia einfing.

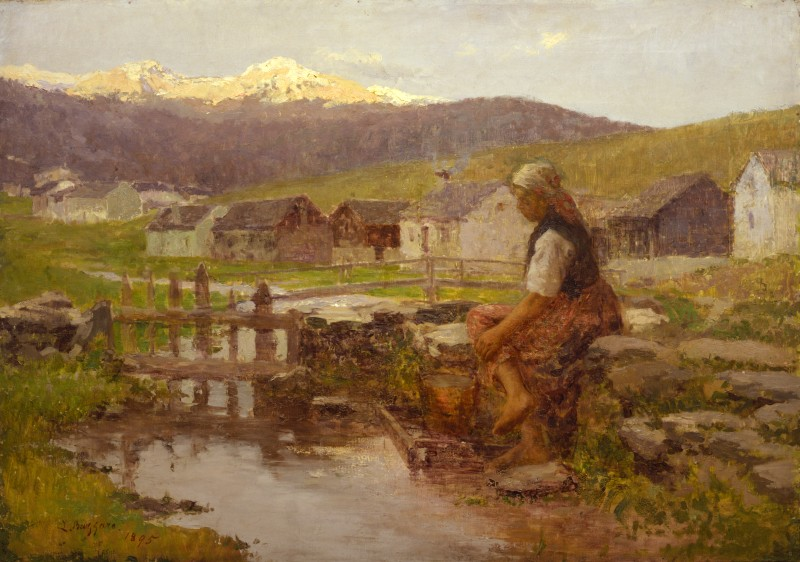
Leonardo Bazzaro's "Baite a Macugnaga" Gemälde.
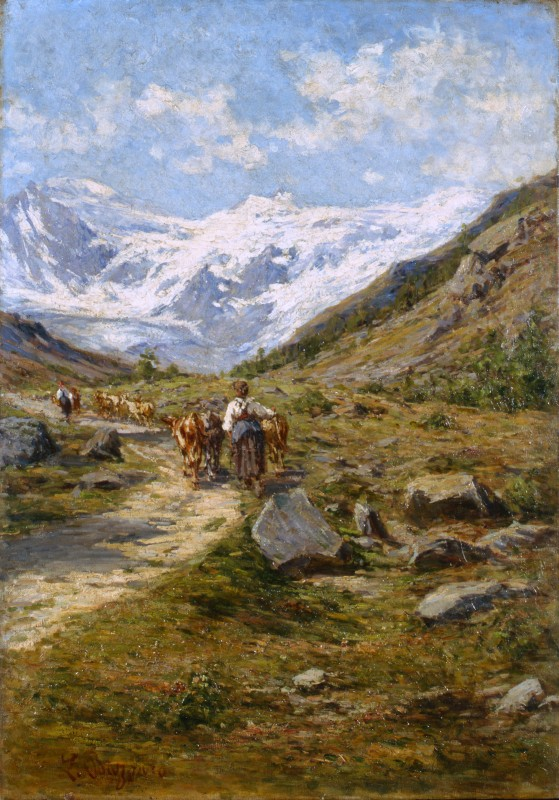
Leonardo Bazzaro's "Scena alpestre o Il Mottarone" Gemälde.
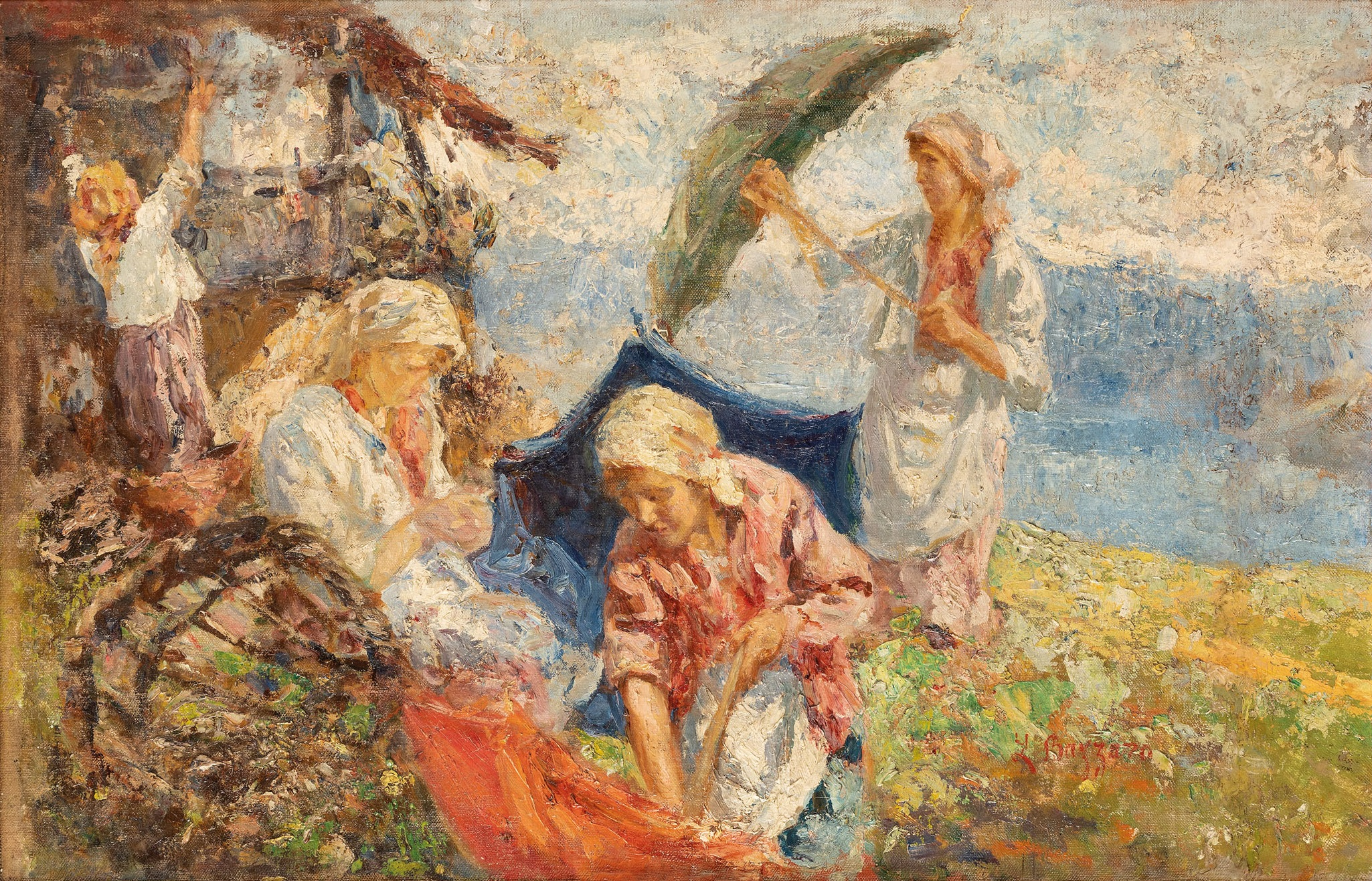
Leonardo Bazzaro's "Ombrellaie di Gignese" Gemälde.
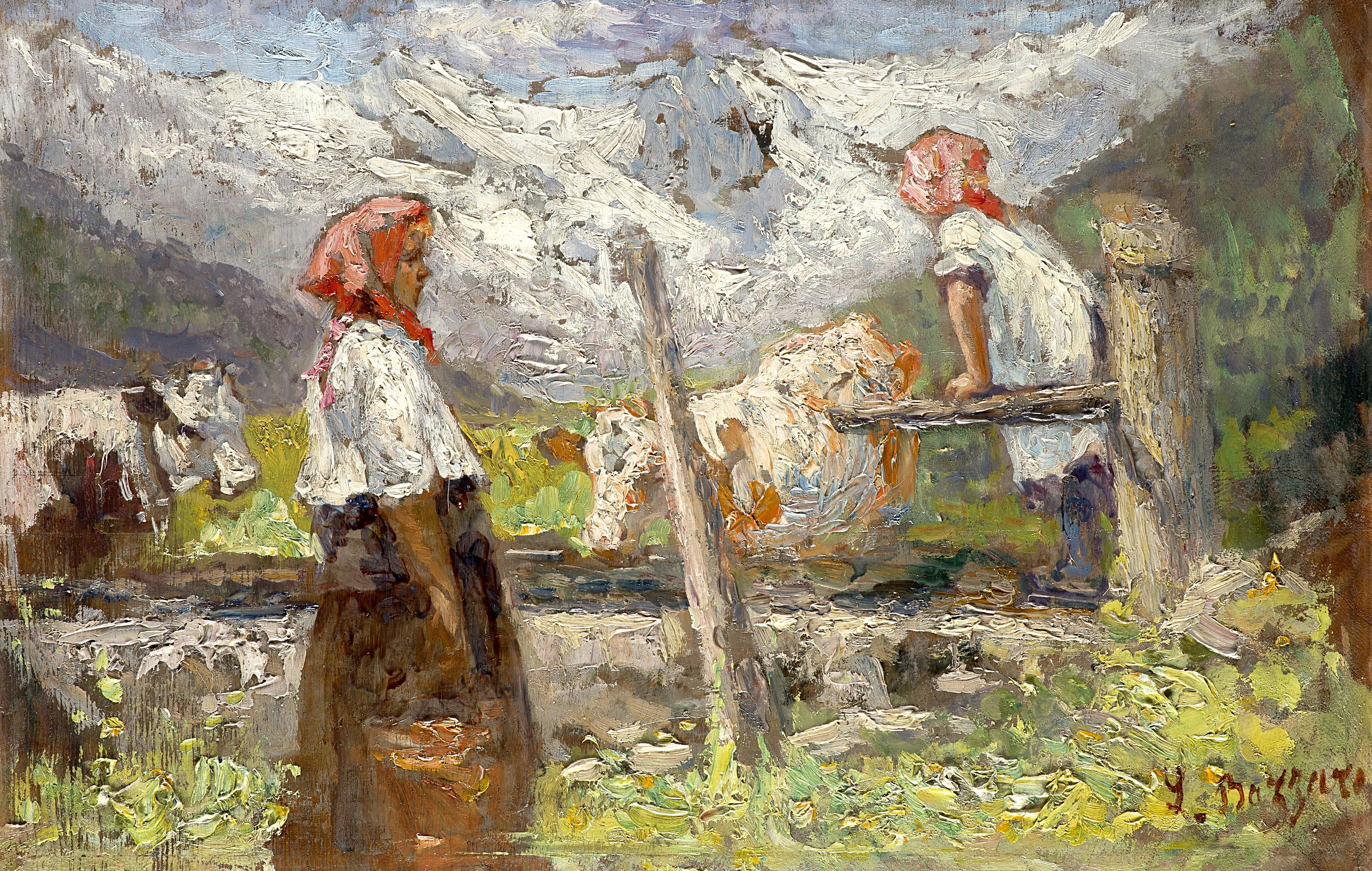
Leonardo Bazzaro's "Abbeverata" Gemälde.

Werke Bazzaros befinden sich z. B. im Museo del Paesaggio, der Galleria Nazionale d’Arte Moderna di Roma, in den Collezioni della Provincia di Milano, in der Galleria Civica d’Arte Moderna e Contemporanea di Torino, in der Galleria Civica d’Arte Moderna di Genova, im Museo Internazionale d’Arte Moderna Ca’ Pesaro di Venezia, in der Galleria d’Arte Moderna Ricci Oddi di Piacenza, im Civico Museo Revoltella di Trieste und im Besitz der Fondazione CARIPLO in Mailand.
Zu Lebzeiten stellte Bazzaro häufig aus, unter anderem in der Zeit von 1897 bis 1932 regelmäßig bei der Biennale in Venedig. 1914 hatte er hier einen Einzelsaal. Die letzte Ausstellung nach seinem Tod war für lange Zeit die Retrospektive in der Galleria Guglielmi 1941; erst 1998 folgte offenbar wieder eine Ausstellung seiner Werke.